# 극장판 프리티 리듬: 올스타 셀렉션 프리즘 쇼☆베스트 텐
《극장판 프리티 리듬: 올스타 셀렉션 프리즘 쇼☆베스트 텐》(일본어: 劇場版 プリティーリズム・オールスターセレクション プリズムショー☆ベストテン)은 2014년 공개된 일본의 드라마 애니메이션 판타지 영화이다.